# Tillinsaari (ö i Södra Savolax)
Tillinsaari är en ö i Finland. Den ligger i sjön Peruvesi och i kommunen Pertunmaa i den ekonomiska regionen  S:t Michel och landskapet Södra Savolax, i den södra delen av landet, 170 km nordost om huvudstaden Helsingfors. Öns area är 0,1 hektar och dess största längd är 50 meter i öst-västlig riktning.